# Retroatividade das leis
Retroatividade é a capacidade de um ato jurídico, geralmente de natureza regulatória, estender sua eficácia ao momento anterior à sua promulgação ou entrada em vigor. Na sociologia política o fenómeno tem sido apontado como um dos sintomas da existência de um Poder Executivo que, pela sua preponderância sobre o Parlamento, exerce um poder indevido sobre o processo legislativo, beirando a ditadura da maioria.

## História
O jurista latino Ulpiano foi o primeiro a expressar o conceito em forma de proibição: a sua afirmação está recolhida no Digest , mas para o seu sucesso tivemos que esperar mais de um milénio com a afirmação do constitucionalismo moderno.  Por outro lado, a proibição é uma das primeiras instituições legais a ser esmagada em caso de involuções autoritárias: por exemplo, o regime de Vichy estabeleceu “secções especiais” para a repressão das actividades comunistas e anarquistas que ocorreram mesmo antes da sua promulgação.

## Teorização
A proibição desta prática foi posteriormente retomada pelo jurista alemão Paul Johann Anselm Ritter von Feuerbach , com a máxima nullum crimen, nulla poena sine praevia lege poenali. Baseia-se no pressuposto de que nunca pode haver um crime (e consequentemente uma punição), na ausência de uma lei penal preexistente que proíba esse comportamento. A máxima às vezes é traduzida nestas diferentes formas: "não há crime, nem punição, sem lei penal prévia".  O princípio, aplicado não ao crime em si, mas à sanção penal, proíbe a possibilidade de punir os infratores que, no momento da prática do crime, estivessem confiantes no risco de incorrer em pena diferente e menor, com posterior agravamento da pena: a base disso está na necessidade de conhecimento prévio das normas a serem observadas e das consequências de sua violação, conhecimento este que é “instrumento essencial de garantia do cidadão contra os árbitros do legislador, expressivo da necessidade de a “calculabilidade” das consequências jurídico-penais da própria conduta, como condição necessária para a livre autodeterminação individual”.

## Difusão
A existência de uma lei ex post facto (também chamada de lei retroativa ) - um tipo de lei que altera retroativamente as consequências jurídicas (ou estatuto jurídico) de ações cometidas (ou relações que existiam) antes da própria lei entrar em vigor - é principalmente considerada um limite no direito penal: este tipo de legislação, se não for proibida, pode criminalizar algumas ações que antes eram legais, mas também pode agravar um crime, tornando-o mais grave do que era quando foi cometido, ou alterar a pena por um crime.
Quando envolve consequências punitivas , este tipo de lei (ou em qualquer caso de regulação ) na cultura jurídica ocidental  está portanto sujeito a uma proibição precisa, que deriva do princípio da não retroactividade: praticamente proíbe a possibilidade de leis que, operando retroativamente , também consideram como crimes comportamentos que, no momento em que ocorreram, eram perfeitamente lícitos, pois não eram proibidos por nenhuma lei. Este princípio está positivado – assim como na Declaração Universal dos Direitos Humanos, no art. 11, parágrafo 2 – em um grande número de Constituições modernas  e em numerosos tratados internacionais.

## Limitações na área criminal
No campo penal, a não retroatividade (ou não retroatividade ) da lei postula que ninguém pode ser julgado e condenado por fatos que não constituíam crime no momento em que foram cometidos. Se uma lei penal criar um novo crime, este não pode, portanto, ser aplicado a ações anteriores à sua promulgação, uma vez que no momento da ocorrência dos fatos o crime não estava previsto como tal. A irretroatividade do direito penal fundamenta o princípio “nulla poena sine lege ” (nenhuma pena sem lei que a preveja), numa outra formulação conhecida como “nullum crimen, nulla poena sine praevia lege poenali ” (não há crime, nem punição sem prévia lei penal).
O princípio da não retroatividade do direito penal representa tipicamente um dos princípios fundamentais dos sistemas jurídicos ocidentais ; são encontradas exceções parciais quando, devido ao princípio do favor rei , as novas regras descriminalizam, atenuam ou, em qualquer caso, corrigem disposições anteriores de forma favorável ao infrator; isto é especialmente importante quando as novas regras não revogam ou rejeitam expressamente as anteriores e, portanto, no silêncio das novas regras pode-se ler uma possível ultra-atividade da regra anterior. O princípio “tempus regit actum”, também por vezes invocado para conotar a dependência dos procedimentos da lei do tempo de referência, contém a limitação de não esclarecer o ponto do possível risco de hiperatividade.
Em contrapartida, uma lei ex post facto (Lei favorável posterior) pode descriminalizar determinados crimes, concedendo anistia, ou aliviar suas penas (por exemplo, substituindo a pena de morte por prisão perpétua) com efeito retroativo. Este último tipo de lei também é conhecido pelo termo latino in mitius (ou seja, "em uma punição, mais branda").

## Referência
1. ↑  Iutisone SALEVAO, Rule of Law, Legitimate Governance & Development in the Pacific, ANU Press (2005), dal capitolo Diluting parliamentary sovereignty and de-privatising Pacific executive paradises (pp. 46-47).
2. ↑  Digesta, 50.16.131, Ulpianus libro tertio ad legem Iuliam et Papiam; Joseph Barthélemy, ministro della giustizia, redasse il testo il giorno dopo l'attentato partigiano alla stazione di Barbès della metropolitana parigina, avvenuto il 21 agosto 1941.
3. ↑  Em Latim: "nullum delictum, nulla poena sine praevia lege poenali,  nullum crimen, nulla poena sine praevia lege poenali, nullum crimen, nulla poena sine lege praevia".
4. 1 2 3  D. N. Banerjee, SHOULD THE INDIAN LEGISLATURES HAVE ANY POWER OF RETROSPECTIVE LEGISLATION?, The Indian Journal of Political Science, Vol. 3, No. 4 (April—June, 1942), pp. 391-404;  Oliver P. Field, Ex Post Facto in the Constitution, Michigan Law Review, Vol. 20, No. 3 (Jan., 1922), pp. 315-331.
5. ↑  «La retroattività in diritto amministrativo e del provvedimento amministrativo in particolare». Altalex (em italiano). 21 de outubro de 2014. Consultado em 24 de novembro de 2023
6. 1 2 3  Ex Post Facto Clause - Guantanamo Prosecutions - D.C. Circuit Interprets Military Commissions Act of 2006 to Bar Retroactive Application of Material Support Prohibition - Hamdan v. United States, Harvard Law Review, Vol. 126, Issue 6 (April 2013), pp. 1683-1690.